# Jean Terray
Pour les articles homonymes, voir Terray.
Jean Pierre Terray comte né à Paris le 28 juillet 1906, mort à Moulins (Allier) le 10 juillet 1980, chef des services financiers, directeur général des sociétés nationales de construction aéronautique et homme politique français.

## Biographie
Le comte Terray possède parmi ses ancêtres : Pierre Terray (1713-1780), seigneur de Rozières et Saint-Germain, frère de l'abbé Terray (1715-1778), surnommé vide-gousset, contrôleur général des finances de Louis XV.
Après la guerre, il est administrateur ou président d'environ trente grandes sociétés telles Schneider, Roussel-Nobel, Roussel-Uclaf, Chrysler France, Moët & Chandon.

## Fonctions
- Secrétaire général au Travail et à la Main-d'œuvre à partir du 30 octobre 1941 à juin 1942 dans les Gouvernements Laval, Darlan